# Alte Schule (Kaditz)

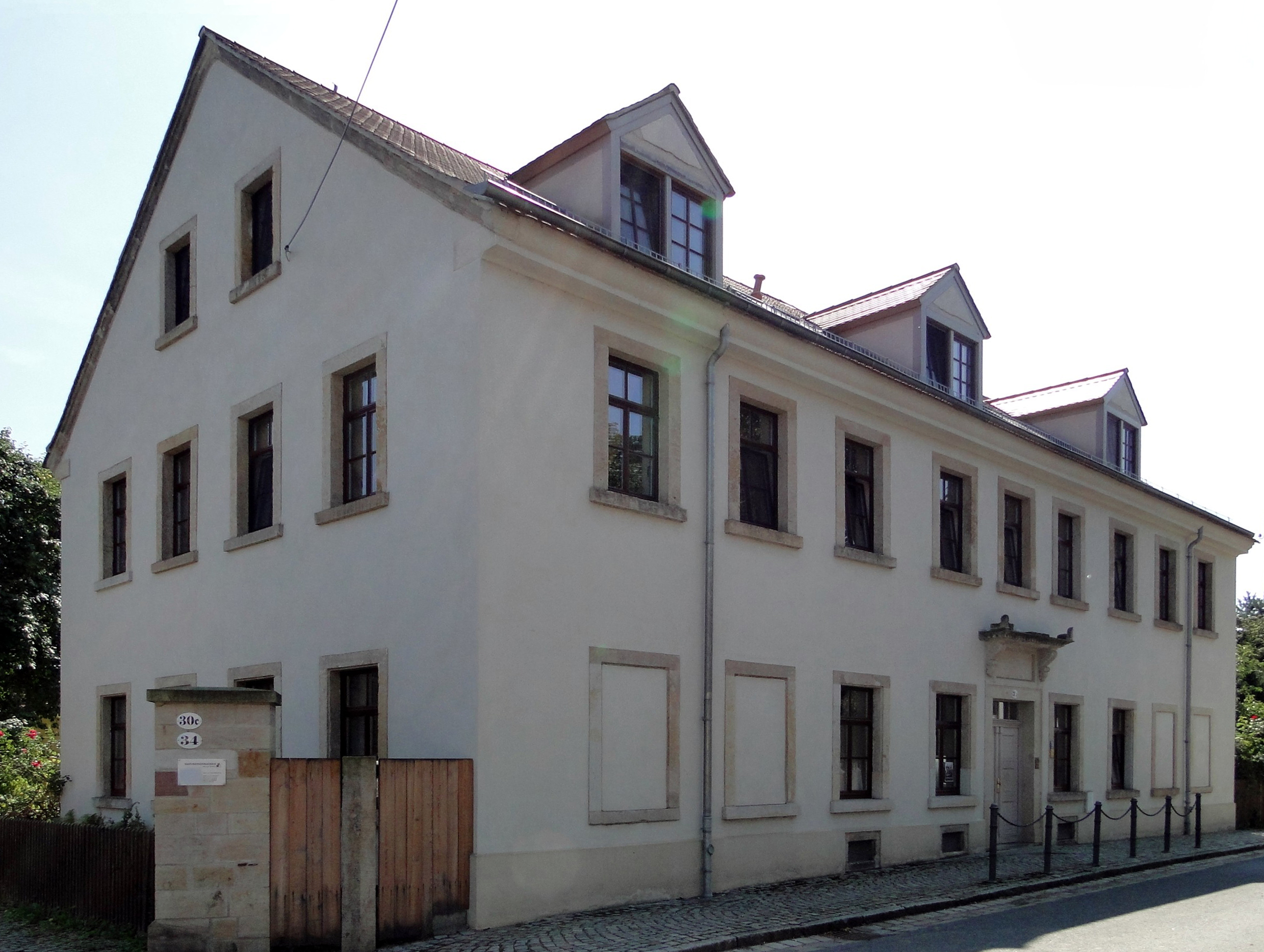
Die Alte Schule in Kaditz

Die Alte Schule steht im Stadtteil Kaditz der sächsischen Landeshauptstadt Dresden, in Altkaditz 32 gegenüber der auf der anderen Straßenseite liegenden Emmauskirche. Sie wurde 1854 durch den Baumeister Christian Gottlieb Ziller aus dem benachbarten Serkowitz zusammen mit dem Maurermeister Götze aus Niederlößnitz komplett erneuert.

## Beschreibung

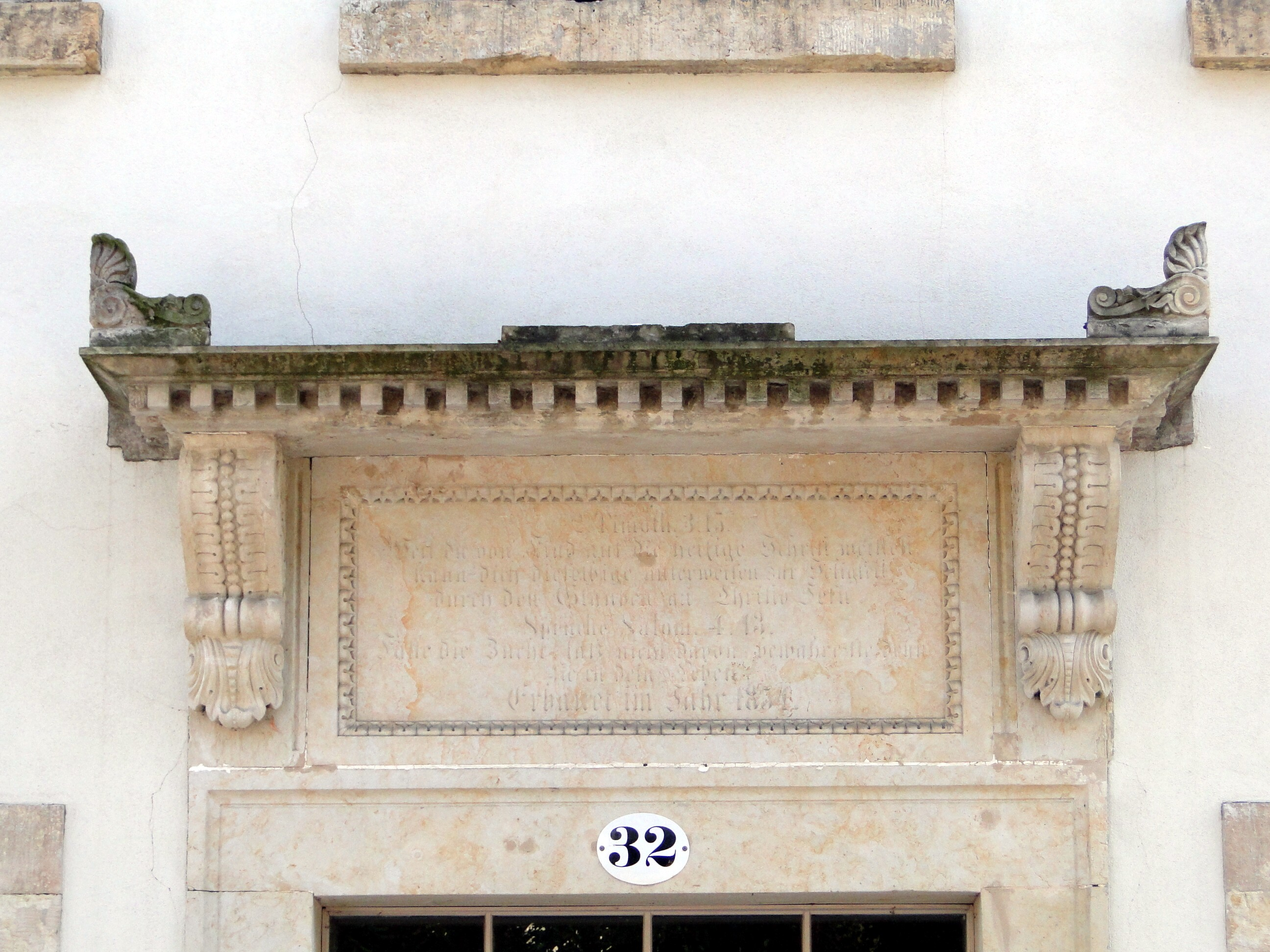
Supraporte mit Inschrift

Das zweigeschossige, unter Denkmalschutz stehende ehemalige Schulhaus liegt traufständig entlang der Straße, mit der Fassade direkt am Bürgersteig. Der Bau steht auf einem geputzten Sockel, obenauf befindet sich ein Satteldach mit nach 1990 eingesetzten Dachgauben.
Die Straßenfront hat eine Länge von neun Fensterachsen, deren symmetrische Anordnung in der Mitte durch den Eingang betont wird. Dieser hat ein Supraporte aus Sandstein ebenso wie die Fenster- und Türengewände. Im Supraporte befindet sich eine Inschrift aus Bibelzitaten und dem Hinweis auf das Baujahr 1854, darüber eine horizontale Verdachung auf Konsolen, dazu ein Zahnschnitt sowie obenauf Akroterien. Das mittlere Schmuckteil ist nicht mehr vorhanden.
Die Giebelseiten des Putzbaus haben eine Tiefe von vier Fensterachsen. Die Fassaden sind schlicht geputzt, die vermutlich ehemals vorhandenen Gurtgesimse sind verschwunden.

## Geschichte

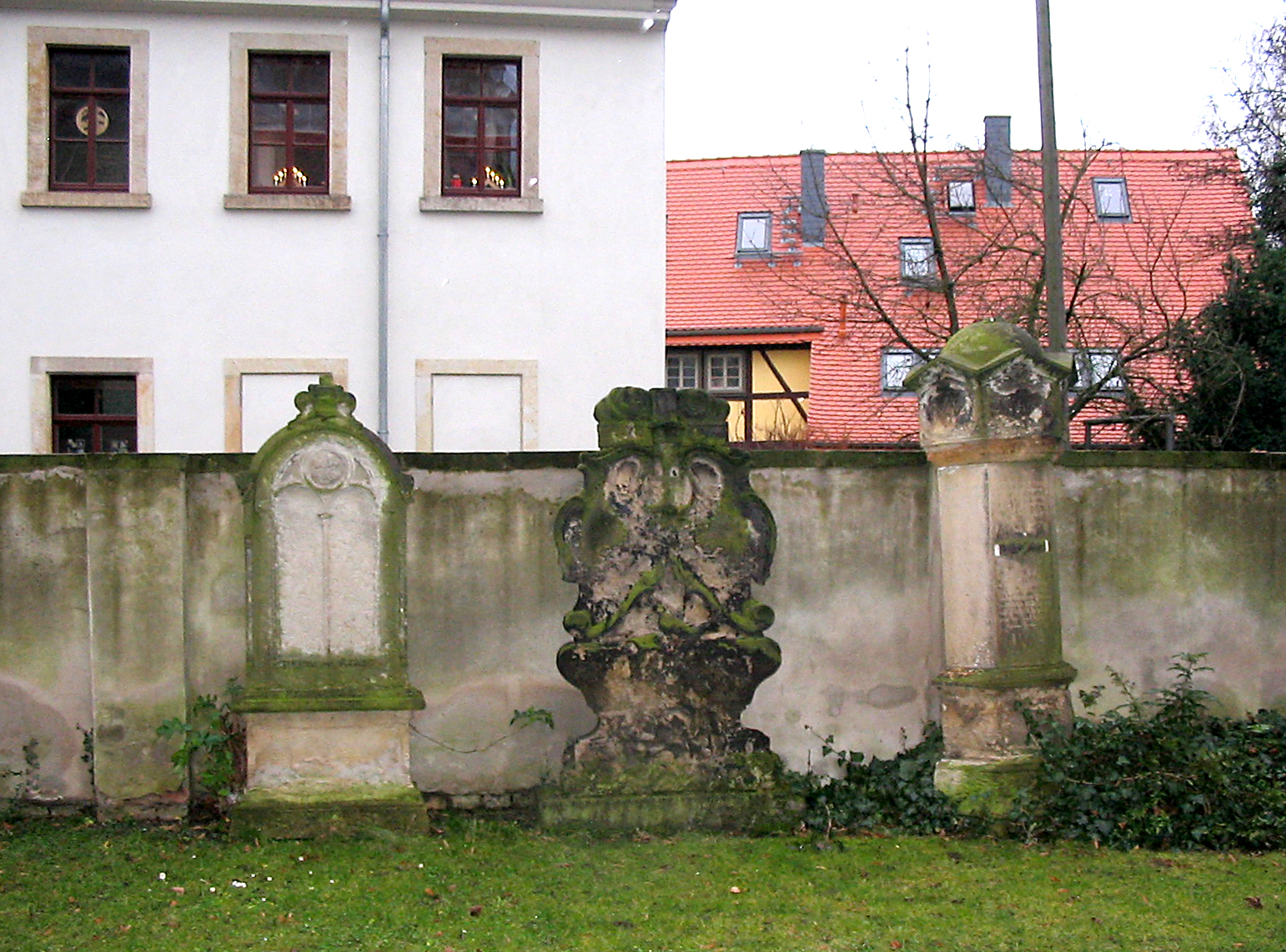
Grabmal Johann Christian Zillers und Angehöriger auf dem Kirchhof Kaditz (rechts neben zwei anderen Grabmälern), Ostumfassungsmauer. Im Hintergrund links das Gebäude der Alten Schule (angeschnitten).

Bereits 1617 ist ein Schulgebäude als Kirchschule urkundlich in dem Dorf Kaditz belegt. Diese Landschule war über Jahrhunderte, betrieben von der Parochie Kaditz, für die religiös-sittliche Unterweisung der Schüler aus der Umgegend zuständig. Kinder aus Pieschen, Trachau, Mickten und Übigau wie auch aus Radebeul, Serkowitz und Niederlößnitz hatten bis zu zwei Stunden Fußweg auf sich zu nehmen, um zur Schule zu gehen und neben der kirchlichen Unterweisung Unterricht in Lesen, Schreiben und Rechnen zu erhalten.
Schulmeister war in der Regel der Kantor und Organist der Kirche, der jeweils Unterstützung durch einen bei ihm den Lehrerberuf lernenden Schulsubstitut als Hilfslehrer erhielt. Schulmeister Paul Schulze pflanzte am 8. April 1622 anlässlich der zu Ostern 1622 erfolgten Einschulung neben der Kirche die nach ihm benannte Schulmeisterlinde, den ältesten Baum Dresdens, dessen Pflanzdatum bekannt ist. Im 18. Jahrhundert wirkte in Kaditz der Magister Johannes Theodorus Thomae (1685–1753), Bruder des Dresdner Hofbildhauers Johann Benjamin Thomae. Schwiegersohn des Bildhauers war Johann Gottfried Knöffler, der aufgrund der Beziehungen seines Schwiegervaters nach Kaditz 1756 den Kanzelaltar in der Emmauskirche schuf wie auch die Figuren von Petrus und Paulus.
Nachfolger des Kaditzer Lehrers, Kantors und Organisten Thomae wurde dessen ehemaliger Schulsubstitut Martin Bruchhold (1722–1792), der dessen mittlere Tochter Johanna Margaretha 1747 heiratete. Paten bei Kindern von Bruchhold wurden durch dessen Familienbande nach Dresden Gottfried August Homilius, ein Komponist und Kantor an der Dresdner Frauenkirche, sowie Johann Milchmeyer, königlich polnischer und kurfürstlich sächsischer Kunstgärtner in Schloss Übigau.
Bruchholds Familie stammte ursprünglich aus der Gegend von Ebersbach und war dort mehrfach verschwägert mit der Familie Ziller. Johann Gottfried Ziller (1762–1831) aus Oberebersbach konnte als ältester Sohn den väterlichen Hof nicht übernehmen, der als Minoratsbesitz an den jüngsten Bruder vererbt wurde. So zog er 1785 nach Kaditz zu Martin Bruchhold, um bei ihm das Lehrerhandwerk zu lernen. 1786 heiratete er dessen jüngste Tochter Rahel Gottliebe und folgte später seinem Schwiegervater als Nachfolger in allen seinen Ämtern, wurde also Kantor und Organist der Kirche und Schulmeister für den Schulbezirk. Zu Zillers Zeit in der ersten Hälfte des 19. Jahrhunderts gingen an die 300 Kinder nach Kaditz zur Schule. Das Kantorshaus reichte bei weitem nicht mehr aus, alle Schüler aufzunehmen, die in zahlreichen Räumen über Kaditz verteilt unterrichtet werden mussten. Im Jahr 1835 wurde die allgemeine Schulpflicht im Königreich Sachsen eingeführt, die es Gemeinden erlaubte, eigene Schulen einzurichten und ihre Schüler aus dem bisherigen Schulverband auszuschulen, um so die teilweise langen Schulwege zu verkürzen und die Überbelegung der Schulen zu reduzieren.

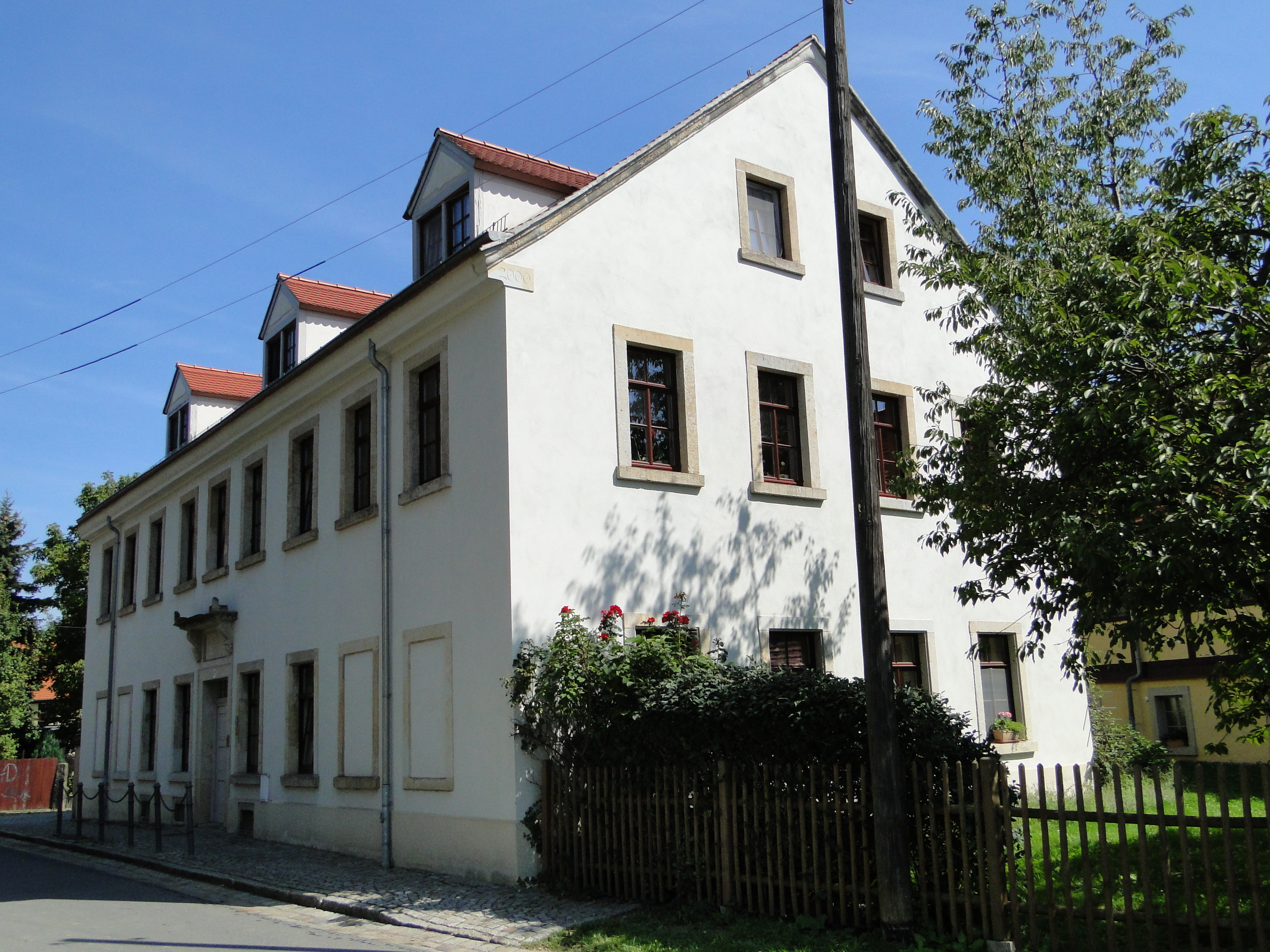
Die Alte Schule, von der Kaditzer Linde aus gesehen

Im Jahr 1854 wurde die Dorfschule in Kaditz, gegenüber der Emmauskirche, erneuert. Baumeister war, neben dem Maurermeister Götze, Christian Gottlieb Ziller, ein Neffe des langjährigen Kaditzer Schulmeisters, dessen jüngerer Bruder wie auch der alte Vater nach Kaditz gekommen war. Johann Christian Ziller (1773–1838), jüngerer Bruder und Zimmermeister, ging von Kaditz nach Alt-Radebeul, wo er ein Bauerngut erwarb und als Zimmermeister arbeitete. Unter anderem reparierte er die Kirche in Kaditz, das Pfarr- und Diakonatsgebäude und auch die bestehende Schule. Sein Sohn Christian Gottlieb (1807–1873) baute sich im benachbarten Serkowitz als Baumeister ein Baugeschäft auf und erhielt 1853/1854 die Aufgabe, das Schulgebäude von Grund auf vollständig zu erneuern.
Im Jahr 1894 wurde die alte Dorfschule, obwohl zahlreiche umliegende Gemeinden zwischenzeitlich ihre eigenen Schulen errichtet und ihre Kinder aus Kaditz ausgeschult hatten, aufgrund des Bevölkerungswachstums zu klein, und die Gemeinde errichtete am heutigen Riegelplatz eine neue Schule, die heutige Grundschule. Die bisherige Schule, jetzt die Alte Schule, wurde weiterhin als Kantorei und Kirchgemeindehaus genutzt.
Im Jahr 1969 sollte das  Gebäude abgerissen werden, was jedoch durch die Gemeinde verhindert werden konnte. Seit 1999 ist das  komplett sanierte Gebäude ein Wohnhaus.